# Whiskey-Rebellion

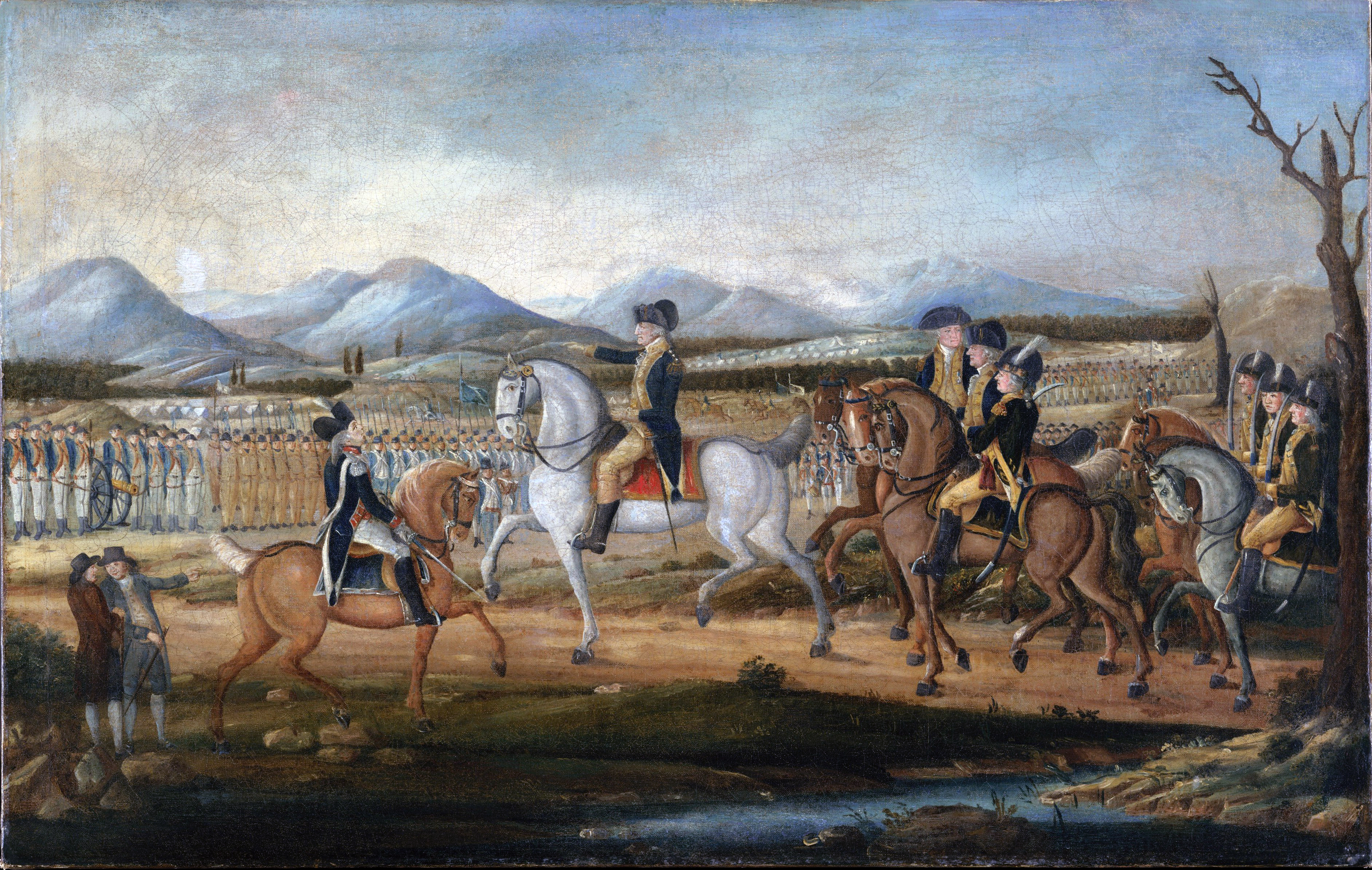
Washington führt seine Truppen nach Pennsylvania (Frederick Kemmelmeyer zugeschrieben, ca. 1795)

Als Whiskey-Rebellion bezeichnet man einen Aufstand der Siedler im Tal des Monongahela River im Westen Pennsylvanias von 1794, die gegen eine Steuer auf Alkohol und alkoholische Getränke kämpften.

## Ursachen und Verlauf
Die mit eingeschränkten Befugnissen versehene Regierung der Vereinigten Staaten unter den Artikeln der Konföderation wurde gerade durch eine stärkere Bundesregierung im Rahmen der Verfassung von 1788 ersetzt. Diese neue Regierung übernahm auch die großen Schulden aus dem Unabhängigkeitskrieg. Eine der Maßnahmen, diese Schulden abzuzahlen, war 1791 eine Steuer auf alkoholische Getränke.
Bei großen Brennereien wurde eine Steuer von 6 Cent pro Gallone festgesetzt. Bei den kleineren Brennern, meist Farmer in den abgelegenen westlichen Gebieten, wurde ein höherer Satz von 9 Cent pro Gallone festgesetzt. Diese Siedler hatten jedoch wenig Geld und keinen anderen praktikablen Weg, um das leicht verderbliche Getreide zu verkaufen, als es zu vergären und zu relativ leicht transportierbarem Whiskey zu destillieren.
Von Pennsylvania bis nach Georgia kam es in den westlichen Gebieten immer wieder zu Ausschreitungen gegen die Steuereintreiber der Regierung. Im Sommer 1794 beschlossen George Washington und Alexander Hamilton, in Erinnerung an Shays’ Rebellion, die acht Jahre zuvor stattgefunden hatte, in Pennsylvania ein Exempel für die staatliche Autorität zu statuieren. George Washington ließ den Steuerverweigerern Gerichtsvorladungen vor das Distriktgericht in Philadelphia zustellen.
Anfang August wurden die Proteste immer stärker, und ein landesweiter Aufstand drohte. Am 7. August zogen mehrere tausend bewaffnete Siedler in die Nähe von Pittsburgh, Pennsylvania. Washington berief sich auf das Militia Law aus dem Jahre 1792, um die Milizen mehrerer Bundesstaaten einzuberufen. Eine 13.000 Mann starke Armee wurde aufgestellt, annähernd die Stärke der gesamten Armee im Unabhängigkeitskrieg. Unter dem persönlichen Kommando von Washington, Hamilton und Henry „Lighthorse Harry“ Lee, einem Helden aus dem Unabhängigkeitskrieg, marschierte die Armee nach West-Pennsylvania und unterdrückte die Revolte schnell. Zwei Anführer wurden festgenommen und inhaftiert; sie wurden später von Washington begnadigt.
Dies war das erste Mal, dass die Bundesregierung unter der neuen Verfassung starke militärische Kräfte gegen die eigenen Bürger einsetzte. Es war ebenso das einzige Mal, dass ein Präsident persönlich das Kommando auf dem Schlachtfeld geführt hat.
Die Whiskeysteuer wurde 1802 abgeschafft, sie hatte keinen großen Erfolg gehabt.

## In der Kultur
Kurz nach der Rebellion schrieb Susanna Rowson ein Musical namens „The Volunteers“, die Musik steuerte Alexander Reinagle bei. Das Stück ist heute verschollen.
In L. Neil Smiths Roman The Probability Broach (1980), verliert Washington die Schlacht und wird von den Rebellen hingerichtet. Diese gründen daraufhin die libertäre North American Confederacy.